# Ludvig Holstein-Ledreborg

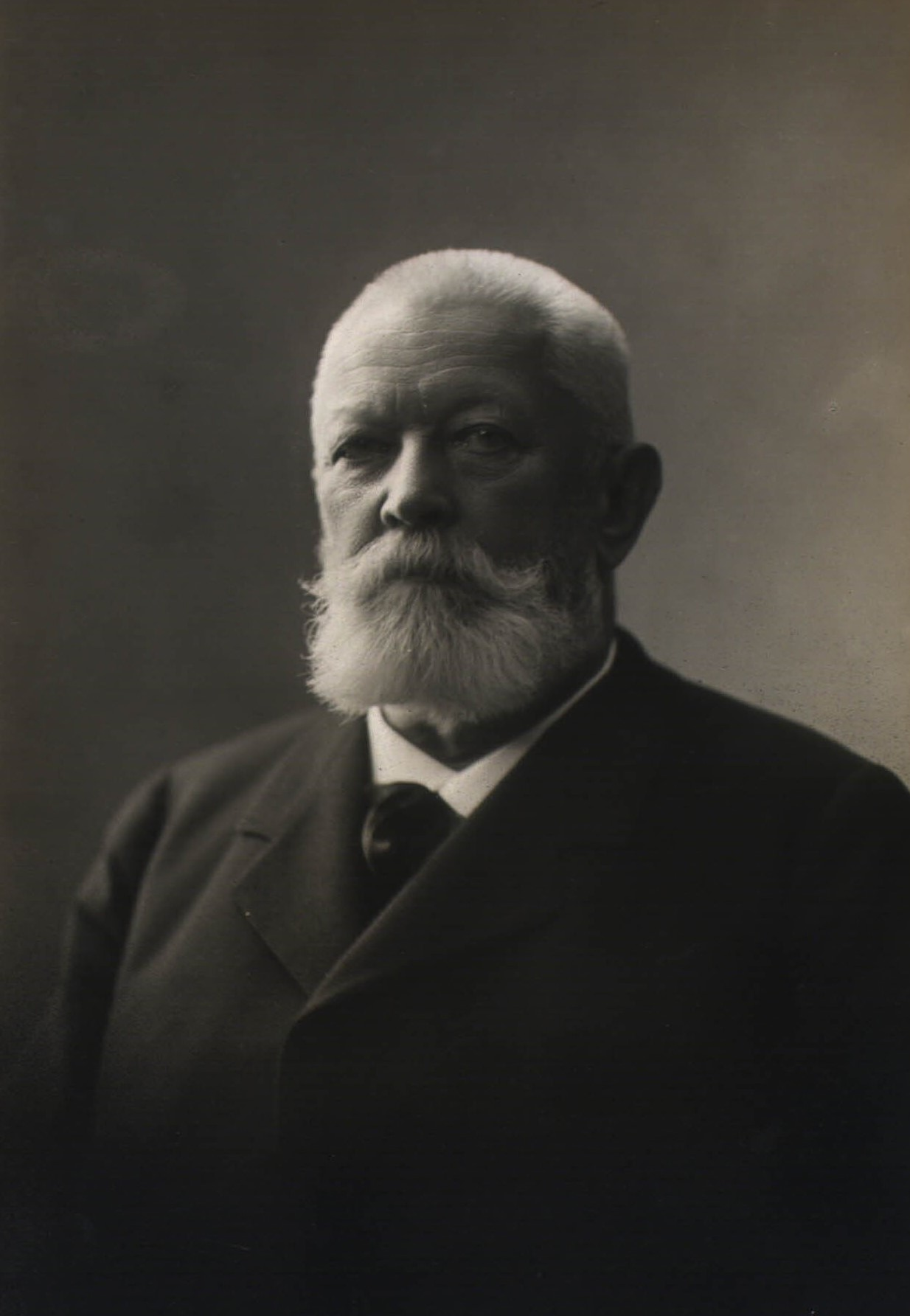
Ludvig Holstein-Ledreborg.

Johan Ludvig Carl Christian Tido Holstein-Ledreborg (Rochberg, 10 juni 1839 - Lejre, 1 maart 1912) was een Deens politicus en eerste minister.

## Levensloop
Holstein-Ledreborg was de zoon van graaf Christian Edzard Moritz Holstein-Ledreborg (1809-1895) en een afstammeling van de Deense kanselier Johan Ludvig von Holstein (1694-1763). Vanaf 1859 studeerde hij aan de Kathedraalschool in Roskilde en in 1866 behaalde hij aan de Universiteit van Kopenhagen het diploma van Candidatus rerum politicarum. In 1867 verbleef hij enige tijd in Rome, waar hij zich tot het katholicisme bekeerde. 
In 1872 werd hij in de Folketing verkozen, waar hij uitgroeide tot een boegbeeld van de gematigde strekking binnen het liberale Venstre. Holstein-Ledreborg was een van de weinige leden binnen die partij die tot de adel behoorde. Hij had hierdoor een speciale positie in de partij, maar het zorgde ook voor isolement tegenover zijn collega's. Hij werd beschouwd als een van de "vijf leiders" van Venstre, maar verliet reeds in 1890 de politiek. Na de dood van zijn vader erfde hij in 1895 het landgoed Ledreborg in Lejre. Hij liet de kapel van Ledreborg restaureren, evenals de gebouwen en de tuin van het landgoed. 
Nadat de parlementsverkiezingen van 1909 geen duidelijke meerderheid in de Folketing hadden opgeleverd, stelde minister van Binnenlandse Zaken Klaus Berntsen aan koning Frederik VIII voor om Holstein-Ledreborg tot eerste minister te benoemen, omdat hij in staat zou zijn om de steun van de drie belangrijkste liberale partijen te verwerven. Die drie partijen steunden hem als eerste minister en vormden daarmee de eerste coalitieregering in de Deense parlementaire geschiedenis. Bovendien was hij de eerste, en tot nu toe enige, katholieke premier in het land. Op 16 augustus 1909 vormde hij een kabinet met daarin verschillende oud-premiers; zo werd Jens Christian Christensen minister van Defensie en Niels Neergaard minister van Financiën. Klaus Berntsen werd dan weer minister van Justitie. Als eerste minister was Holstein-Ledreborg in staat om een compromis te vinden over de problemen binnen het Deense leger. Na het ontslag van Jens Christian Christensen werd hij op 18 oktober 1909 tevens minister van Defensie. 
Ongeveer twee maanden na zijn aantreden als eerste minister dienden conservatieve leden van de Folketing een motie van wantrouwen tegen hem in, die hij overleefde. Een volgende motie van wantrouwen, ingediend door Radikale Venstre, werd zijn kabinet echter fataal. Het was de eerste keer dat een Deense regering viel door een motie van wantrouwen in het parlement. Vervolgens riep Holstein-Ledreborg Radikale Venstre op om zelf een regering te vormen en op 28 oktober 1909 nam hij ontslag als premier.